# Heteropoda camelia
Heteropoda camelia este o specie de păianjeni din genul Heteropoda, familia Sparassidae, descrisă de Strand, 1914.
Este endemică în Columbia. Conform Catalogue of Life specia Heteropoda camelia nu are subspecii cunoscute.